# John Wilkins
John Wilkins (14 de febrero de 1614-19 de noviembre de 1672) fue un religioso y naturalista inglés, además del primer secretario de la Royal Society y autor de varios ensayos curiosos.

## Trayectoria
John Wilkins, decano de Ripon, fue capellán de Carlos Luis, príncipe palatino; posteriormente, obispo de Chester y director de uno de los colegios de Oxford.
Por otro lado, era cuñado de Oliver Cromwell, y se le recuerda por ser el primer secretario de la prestigiosa "Royal Society" londinense.
Pero Wilkins fue el autor de algunos libros curiosos. Hombre polifacético, se interesó por la Teología, la Criptografía (es autor de la primera obra sobre este tema en lengua inglesa), la música, la fabricación de colmenas transparentes (con la idea de estudiar el comportamiento de estos afanosos animales, las abejas), la posibilidad de un viaje a la Luna (en una Utopía muy del momento posbaconiano, El descubrimiento del mundo en la Luna), así como por la posibilidad de construir un lenguaje mundial artificial, una lengua filosófica, aspecto que en el que se insistiría hasta finales del siglo de las Luces.
Desarrollando esta idea fue autor de la primera lengua sintética (mejor dicho, "lengua artificial filosófica de uso universal") que dio a conocer en sus libros:
- Mercury, or the secret and swift messenger, 1641. Primer libro inglés sobre criptografía
- An essay toward real character, and a philosophical language, 1668.
- An alphabetical dictionary, 1688.

Su lengua ideal se basa en realidad en dos lenguas: la primera de ellas es escrita y consta de ideogramas (o "caracteres reales"), a modo de signos taquigráficos que resultan impronunciables; la segunda es fonética y está destinada a ser pronunciada por el lector.

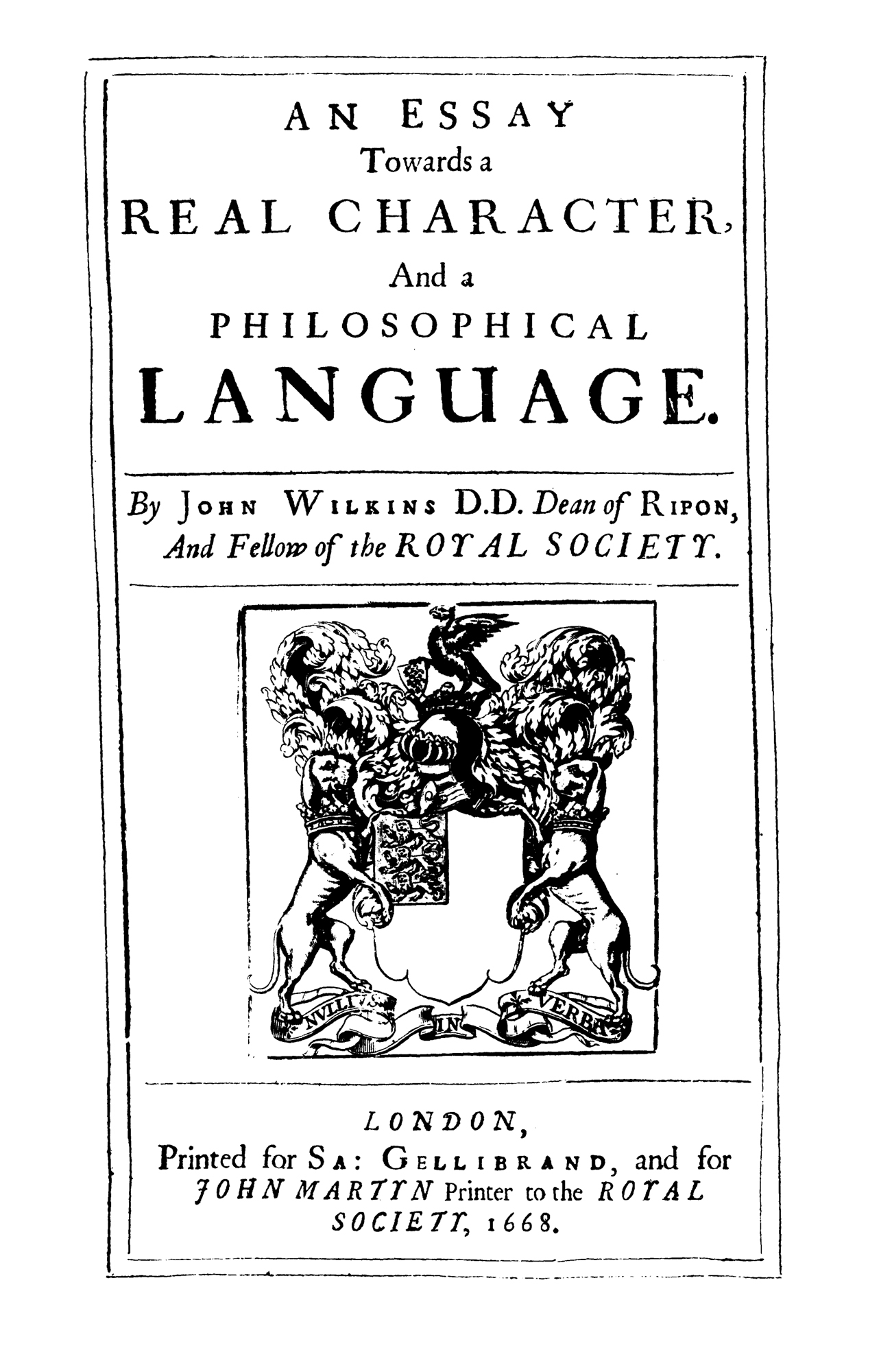
An essay toward real character, and a philosophical language

Es menos conocido por sus contribuciones al estudio científico y crítico acerca de las dudosas "máquinas de movimiento perpetuo": el problema acerca de la creación de una teoría que permite enfocar científicamente el análisis de este tipo de artefactos (muy de boga desde la Edad Media) y responder a la pregunta sobre su capacidad de trabajo fue "resuelto" por Wilkins, independientemente de Leonardo Da Vinci (cuyos tratados sobre el tema no serían publicados hasta el siglo XVIII) y apareció en su libro La magia matemática, publicado en inglés y, por tanto, al alcance de cualquier persona fuera de los círculos eruditos de la época (que sólo publicaban sus trabajos y estudios en latín).
Falleció por las complicaciones de un cálculo renal.

## Influencia
En relación con su obra lingüística, el escritor argentino Jorge Luis Borges escribió el ensayo: "El idioma analítico de John Wilkins", en el cual discute la pertinencia de las clasificaciones. El texto se publicó por primera vez en la colección Otras inquisiciones, y comienza comentando la alegada supresión del artículo "John Wilkins", en la décima cuarta edición de la Enciclopedia Británica.

## Algunas obras
- The Discovery of a World in the Moone, 1638, 3ª ed., y apéndice "The possibility of a passage thither," 1640
- A Discourse Concerning a New Planet, 1640
- Mathematical Magick, 1648
- Of the Principle and Duties of Natural Religion, Londres, 1675
- Essay towards a Real Character and Philosophical Language